# Время (журнал)
«Вре́мя» — литературный и политический журнал, издававшийся в Санкт-Петербурге М. М. Достоевским в 1861—1863 годах. Ф. М. Достоевский заведовал художественным и критическим отделами. Печатался в типографии Э. Праца. За годы издания всего вышло 28 книг, в 1863 году появилось 4 номера, после чего журнал был закрыт. С 1864 года преемником «Времени» стал журнал братьев М. М. и Ф. М. Достоевских «Эпоха».
Библиографическая справка Н. Л. Шиловой свидетельствует о большом успехе журнала среди подписчиков, который вскоре после начала публикации «стал соперничать с самыми популярными периодическими изданиями: только за первый год издания „Время“ сравнялось по количеству подписчиков с „Отечественными записками“ и „Русским словом“ (около 4 000 подписчиков) и заняло третью позицию по отношению к двум абсолютным лидерам — „Современнику“ Н. А. Некрасова (7 000 подписчиков) и „Русскому вестнику“ М. Н. Каткова (5 700 подписчиков)». В 1863 году «Время» имело 4 302 подписчика.

## Редакция
В редакционный кружок журнала входили М. М. Достоевский, Ф. М. Достоевский, А. А. Григорьев и Н. Н. Страхов. При редакции образовался литературный кружок, состоявший из сотрудников журнала.

## Программа и отделы
В сентябре 1860 года Ф. М. Достоевский опубликовал «Объявление о подписке на журнал „Время“ на 1861 год», которое отразило основное направление журнала — почвенничество.
Программа журнала включала:
- беллетристику (литературный отдел)
- критические обзоры русских и иностранных изданий, театральных пьес и художественных выставок (отдел критики)
- научные статьи по экономике, финансам и философии
- обозрения о внутренней и зарубежной политике (политический отдел)
- смесь — краткие рассказы, письма в редакцию, фельетоны и юмористические статьи

А. А. Григорьев и Ф. М. Достоевский давали критический анализ русской литературы. Философский отдел вёл Н. Н. Страхов (под псевдонимом Н. Косица), выступивший также с рядом критических статей о литературе. В. П. Попов публиковал обзоры произведений зарубежных авторов, А. Е. Разин был автором статей о внутренней и внешней политике.

## Полемика
Сотрудники редакции «Времени» вели полемику с журналами «Русский вестник» М. Н. Каткова и «Современник», газетой «День».
«Время» продолжало литературно-художественную линию так называемой «молодой редакции» «Москвитянина»; восставая против эстетизма («искусство для искусства»), оно в своём специфическом культе Островского и Пушкина не солидаризировалось и с защитниками формулы «искусство для жизни» («Современником»).
«Время» стояло по существу на платформе славянофильства и резко выступало против землевладельческого дворянства, а также против высших слоёв привилегированной дворянско-бюрократической интеллигенции, — против европеизированного дворянства — «англоманов» из «Русского вестника». Ратуя за свободу личности, печати, торговли, за широкое распространение грамотности, просвещения, «Время», расходится с представителями революционной мысли — «Современником» и «Русским словом». От первых «Время» отделяет влечение к докапиталистической Руси, «островщине», культ «народности», неприязнь к Западу, идеалистическое мышление и т. п. От «Современника» — не только стремление к патриархальным формам жизни и национализм, но и общий аполитизм, защита частной собственности, отчуждённость от социалистических настроений, поддержка купца, мещанина, средней городской интеллигенции, при равнодушии к крестьянству и рабочему вопросу.

## Сотрудники и авторы публикаций
Журнал «Время» принадлежал к самым выдающимся литературным органам благодаря публикациям произведений многих известных русских литераторов: Ф. Н. Берга, М. А. Воронова, Ю. В. Жадовской, А. Н. Островского, Н. А. Некрасова, Н. Г. Помяловского, М. Е. Щедрина. Ф. М. Достоевский опубликовал в журнале роман «Униженные и оскорблённые». Росту популярности «Времени» способствовал полный выпуск «Записок из Мёртвого дома».
Сотрудниками «Времени» стали перешедшие из журнала «Светоч» авторы:
Н. Ф. Бунаков, Н. В. Гербель, Г. П. Данилевский (под псевдонимом А. Скавронский), В. В. Крестовский, А. Н. Майков, Л. А. Мей, А. П. Милюков, Д. Д. Минаев, А. Н. Плещеев, Я. П. Полонский, Н. М. Соколовский, В. Д. Яковлев.
Во «Времени» выходили переводы В. Д. Костомарова и А. С. Чужбинского, печатались произведения зарубежных авторов: Э. Гаскелл, Г. Гейне, Виктора Гюго, Эдгара По, Ипполита Тэна в переводе на русский язык.
В журнале широко представлялись произведения малоизвестных и начинающих авторов, среди которых, в частности, не сыгравший значительной роли в развитии русской литературы П. Н. Горский с очерками «День на бирже, ночь на квартире» (1862, № 12), «Бедные жильцы» (1863, № 1) или М. В. Родевич с социальными и педагогическими статьями.

## Закрытие журнала
Ещё в 1862 году журнал привлёк внимание министерств и специальных комиссий, признавших его направление «вредным», ведущим «явно к осуждению действий правительства». Непосредственной причиной его закрытия послужила публикация в апрельском номере за 1863 год заметки Н. Н. Страхова (под псевдонимом Русский) «Роковой вопрос» по поводу Польского восстания 1863 года. После выхода заметки К. А. Петерсона «По поводу статьи „Роковой вопрос“ в журнале „Время“» в № 109 газеты «Московские ведомости», в которой Русский был назван бандитом и обвинялся в предательстве русских интересов, статья Н. Н. Страхова была превратно истолкована властями как антиправительственная. Деятельность журнала была прекращена по Высочайшему повелению. После разоблачения мистификации К. А. Петерсона власти дали М. М. Достоевскому разрешение на публикацию нового журнала «Эпоха».